# Gare de Hove (Royaume-Uni)
La gare de Hove (en anglais : Hove railway station), est une gare ferroviaire du Royaume-Uni située à Hove, dans le Sussex de l'Est, sur la côte sud de l'Angleterre.

## Histoire

### Première gare
La première gare ferroviaire de Hove, située plus à l'est de l'actuelle, a été ouverte le 11 mai 1840 par la compagnie London et Brighton Railway, sur la ligne reliant Brighton à Shoreham-by-sea. L'architecte en était David Mocatta. Elle a fermé en 1880 et a alors été convertie en dépôt. 

### Deuxième gare
Une autre gare baptisée Holland Road Halt est ouverte à l'ouest du dépôt en 1905 et utilisé par des trains locaux allant de Worthing à la vallée Devil's Dyke. La gare est fermée aujourd'hui, ne laissant aucun vestige visible depuis les plateformes de l'actuelle gare ferroviaire.

### Troisième gare
L'actuelle gare ferroviaire Hove est mise en service le 1er octobre 1865. Elle est alors nommée Cliftonville, puis West Brighton avant d'être finalement renommée Hove en 1895.  
En 1893, en concomitant avec le premier changement de nom, un nouveau bâtiment est construit à l'ouest de l'original. Celui-ci possède l'actuel guichet ainsi que d'autres équipements et services aux voyageurs. Une porte-cochère en verre et en acier se trouve à l'extérieur tout en angle, abritant la station de taxis, le parvis et l'entrée de la station. Elle a été déplacée de Londres Victoria à la suite de travaux de reconstruction qui l'avaient rendue inutile. 
L'accès à partir de la passerelle entre l'ancien et le nouveau bâtiment n'est plus possible, car les escaliers qui en partent sont bloqués hors service. Le quai d'embarquement possède un autre bâtiment, possédant un café et une salle d'attente, avec des toilettes.
Il y a trois quais d'embarquement utilisés pour les départs et les arrivées, excepté le quai n°3 qui ne peut être utilisé pour les arrivées de West Coastway et les départs en direction de Londres.

## Service des voyageurs

### Accueil
La gare dispose d'équipements : des guichets (automatique et en personne), deux salles d'attente, des toilettes, des ascenseurs. Elle propose également des services : un fleuriste, des cabines photographiques et un office de tourisme.

### Intermodalité
Des parkings pour les véhicules y sont installés et des taxis desservent la gare.

## Patrimoine ferroviaire
L'ancien bâtiment, datant de l'ouverture de la station en 1865,située du côté sud de la ligne ferroviaire et à l'est du présent guichet et hall. Il est séparé de ces derniers par une passerelle piétonne reliant les routes résidentielles de Goldstone Villas et Hove Park Villas. La section de route sur laquelle se tient le bâtiment original est nommé Station Approach. Le bâtiment original est à présent utilisé à usage commercial (station lavage de voiture).

## Projets
En 2007, un ensemble de propositions du département des transports pour le Thameslink Programme avait le projet d'agrandir le réseau ferroviaire Thameslink vers des stations en Angleterre du Sud. Parmi elles, l'un d'entre elles était la création de la section de ligne West Coastway, passant par Hove et Littlehampton. Deux trains par heure de pointe ont été prolongés de London Bridge à Bedfort dès le 20 mai 2018 et un service supplémentaire les rejoindra en décembre 2018.